# Tipúlaz
Tipúlaz (Tipulatze en euskera y de forma oficial) es un lugar habitado y un barrio español de la Comunidad Foral de Navarra perteneciente al municipio  de Bértiz-Arana y al concejo de Narvarte. 
Está situado en la Merindad de Pamplona, en la comarca de Alto Bidasoa,  y a 45,5 km de la capital de la comunidad, Pamplona. Su  población en 2014 fue de 17 habitantes (INE), y el núcleo de población tiene una superficie de 0.000631 km².

## Geografía física

### Situación
La localidad de Tipúlaz está situada en la parte Sur del municipio de Bertiz-Arana y Sureste del concejo de Narvarte a una altitud de 135,9 m s. n. m.

## Demografía

### Evolución de la población
El barrio aparece en los nomenclatores con 29 habitantes en 1887, 33 en 1920, 30 en 1930, 32 en 1940, 23 en 1950, 20 en 1960, 18 en 1970 y 16 en 1981. A continuación se especifica la evolución de su población en los últimos 10 años:
| Gráfica de evolución demográfica de Tipúlaz entre 2000 y 2010 |
|                                                               |
| Datos según el nomenclátor publicado por el INE.              |